# Starz Inside: Unforgettably Evil
Starz Inside: Unforgettably Evil (conocida en Polonia como Podejrzane tematy: Z piekła rodem) es una película del género documental de 2009, dirigida por Sebastian Bauer, que a su vez la escribió, en la fotografía estuvo James Mulryan y los protagonistas son Tobin Bell, David Carradine y James Cromwell, entre otros. El filme fue realizado por Giant Interactive Entertainment y Starz Entertainment, se estrenó el 26 de julio de 2009.

## Sinopsis
Es un documental acerca de los malos en los filmes, quiénes son, qué hicieron y dónde se origina toda esa crueldad.